# エリオット・ヤミン
エリオット・ヤミン（Elliott Yamin、1978年7月20日 - ）は、アメリカ合衆国の歌手。同国の人気オーディション番組『アメリカン・アイドル』の第5シーズンに出場し、準決勝まで残る（3位）。2007年に全米デビュー。

## 経歴
カリフォルニア州ロサンゼルス出身。11歳の時にヴァージニア州リッチモンドに転居するが、両親の離婚により父親とともに14歳でロサンゼルスに戻る。
13歳の時に耳感染症にかかり、鼓膜の手術を受けるが、このとき右耳の聴力は90％を失う。
更に16歳の時に1型糖尿病の診断も受け、インスリンを皮下に持続的に注入するインスリンポンプを携帯している。